# Кулундинская равнина
Кулунди́нская равни́на, или Кулундинская степь, или Кулунда (каз. Құлынды даласы, алт. Телеҥет чöл) — аллювиальная равнина на юге Западной Сибири, обширная степь, занимающая южную часть Западно-Сибирской равнины. Располагается, главным образом, в Алтайском крае России и Павлодарской области Казахстана, небольшая северная часть находится на юге Новосибирской области (Чистоозёрный, Купинский, Баганский, Карасукский, Краснозёрский, Кочковский районы), небольшая южная часть — в Восточно-Казахстанской области. Граница между Барабинской степью и Кулундинской равниной почти не выражена. Условно её проводят по 54 градусу северной широты.

## Этимология
Название равнины имеет тюркское происхождение и восходит к топониму каз. Құлынды — «место, где водятся куланы», «куланье место», где кулан — непарнокопытное животное рода лошадей, ныне в этих местах уже не обитающее, а -ды — суффикс относительного прилагательного.

## Физико-географическая характеристика
Расположена в междуречье Оби и Иртыша. На юго-востоке примыкает к предгорьям Алтая. Площадь около 100 тысяч км². Высота в центральной части 100—120 метров, на юге и востоке до 200—250 метров над уровнем моря, где равнина переходит в Приобское плато. В центральной части низменности расположены крупные озёра. Отметка уреза воды наиболее глубокой котловины озера Большое Яровое составляет 79 м, Кулундинского — 98 м. Для рельефа характерно чередование высоких (50—60 метров) грив, вытянутых с северо-востока на юго-запад, и разделяющих их понижений, занятых реками (Кучук, Кулунда, Бурла и другие) и бессточными озёрами с солёной или горько-солёной водой. В озёрах — запасы соды (Петуховские озёра), глауберовой (Кулундинское, Кучукское) и поваренной солей.
Климат континентальный, отличается жарким засушливым летом и холодной малоснежной зимой. Средняя температура января от −17 °C до −19 °C, июля 19-22°С. Годовое количество осадков 250—350 мм. Зимой снежный покров нередко разрушается сильными степными ветрами. В Кулундинской степи часты резкие переходы от тепла к холоду. Преобладают степные ландшафты: на севере и востоке — злаковые степи на южных чернозёмах, на юге и западе — полынно-злаковые на каштановых почвах лёгкого механического состава. Под ленточными сосновыми борами и берёзово-осиновыми колками — оподзоленные и дерновые почвы.
Кулундинская равнина — важный сельскохозяйственный район Западной Сибири. Значительная часть её распахана и занята посевами зерновых (преимущественно яровая пшеница) и технических культур. Местами применяется искусственное орошение.

## В культуре
Кулундинская степь упоминается в стихотворении Людмилы Татьяничевой «Что ты сделал хорошего»:
Достаётся недёшево

Счастье трудных дорог.

Что ты сделал хорошего?

Чем ты людям помог?

Этой мерой измерятся

Все земные труды.

Может, вырастил деревце

На земле Кулунды?

## Галерея
- Кулундинская равнина. Орлово, Немецкий национальный район
- Лесополоса между Благовещенкой и Родино